# Fabada

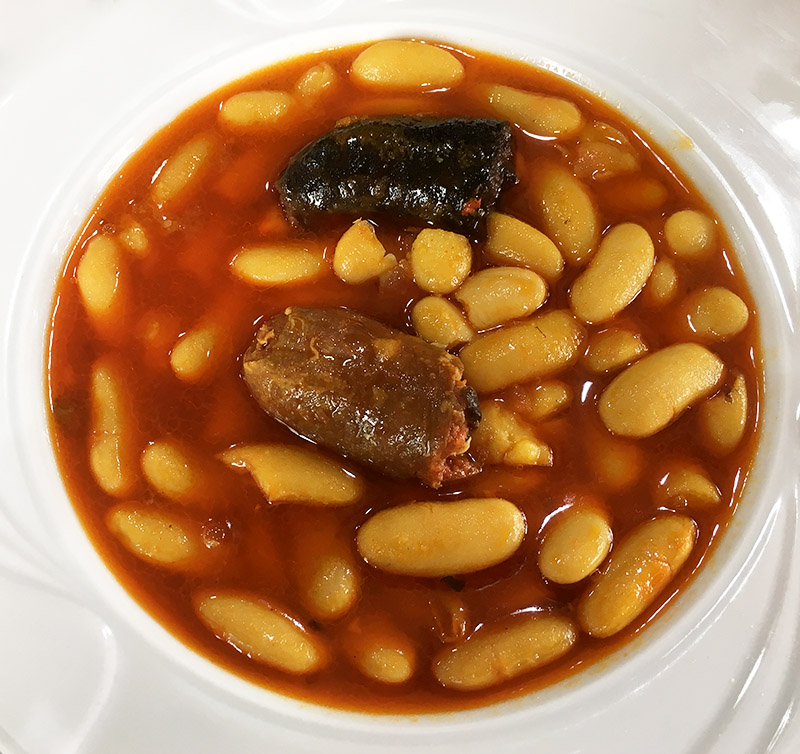
Asztúriai fabada

A fabada vagy asztúriai fabada (spanyolul fabada asturiana) főtt egytálétel, az asztúriai konyha hagyományos, Spanyolország szerte kedvelt étele. Elnevezése az asztúriai fabes (magyarul bab) kifejezésből ered. Legjellegzetesebb alapanyagai a fehérbab, a sajátos ízű morcilla (véreshurka-féleség), a chorizo és egyéb sertéshús-készítmények. Közkedveltségét jellemzi, hogy konzervként is árusítják.

## Fordítás
- Ez a szócikk részben vagy egészben a Fabada című német Wikipédia-szócikk ezen változatának fordításán alapul.  Az eredeti cikk szerkesztőit annak laptörténete sorolja fel. Ez a jelzés csupán a megfogalmazás eredetét és a szerzői jogokat jelzi, nem szolgál a cikkben szereplő információk forrásmegjelöléseként.